# رز آذری
رز آذری(نام علمی: Rosa azerbajdzhanica) نام یک گونه از سرده رز است.